# Angoville-au-Plain
Angoville-au-Plain is een plaats en voormalige gemeente in het Franse departement Manche in de regio Normandië en telt 48 inwoners (2009).

## Geschiedenis
De gemeente behoorde tot het kanton Sainte-Mère-Église tot dat op 22 maart 2015 werd opgeheven en de gemeenten werden opgenomen in het kanton Carentan. 
Op 1 januari 2016 fuseerde de gemeente met Carentan, Houesville en Saint-Côme-du-Mont tot de huidige gemeente Carentan-les-Marais. Tot deze fusie behoorden Angoville-au-Plain en Houesville tot het arrondissement Cherbourg maar de nieuwe gemeente maakt deel uit van het arrondissement Saint-Lô.

## Geografie
De oppervlakte van Angoville-au-Plain bedraagt 5,5 km², de bevolkingsdichtheid is dus 8,7 inwoners per km².
De onderstaande kaart toont de ligging van Angoville-au-Plain met de belangrijkste infrastructuur en aangrenzende gemeenten.

## Demografie
Onderstaande figuur toont het verloop van het inwonertal (bron: INSEE-tellingen).

 Angoville-au-Plain · Brévands · Brucheville · Carentan · Catz · Houesville · Montmartin-en-Graignes · Saint-Côme-du-Mont · Saint-Hilaire-Petitville · Saint-Pellerin · Les Veys · Vierville